# Otto Rennefeld
Otto Rennefeld (* 17. Januar 1887 in Kaldenkirchen; † 22. Juli 1957 in Köngen) war ein deutscher anthroposophischer Dichter. Rennefeld, der im Alter von 17 Jahren erblindete, war mit der Ärztin Ilse Rennefeld verheiratet, mit der er im Dritten Reich durch das Unternehmen Sieben vor der drohenden Verschleppung seiner jüdischen Frau in die Schweiz emigrierte. Er lebte mit seiner Frau und ihrer Freundin Kläre Meumann in einer Lebensgemeinschaft in Berlin und nach dem Zweiten Weltkrieg in Köngen. Sie bewohnten das später so genannte Otto-Rennefeld-Haus, das sich zu einem Haus kultureller Begegnung entwickelte.

## Leben

### Jugend
Otto Rennefeld wurde am 17. Januar 1887 als ältestes von drei Kindern in Kaldenkirchen am Niederrhein geboren. Sein Vater Otto Rennefeld war Kaufmann und entstammte einer künstlerisch aufgeschlossenen Familie. Seine Mutter Adele war eine Bauerntochter aus der Eifel und hatte die Jugendjahre bei ihrem Onkel Friedrich Wilhelm Weber verbracht, dem Autor des Romans „Dreizehnlinden“.
Ein Keuchhusten in der Vorschulzeit führte bei Otto Rennefeld zu einer dauerhaften Sehschwäche. Nach dem Umzug der Familie nach Köln wurde 1896 das sehkräftigere Auge des 9-Jährigen durch einen Faustschlag verletzt. Da Rennefelds Sehvermögen zusehends abnahm, gaben die Eltern den 16-jährigen Sohn 1903 in die Blindenanstalt Düren, wo er Schulunterricht erhielt und im Besenbinden, Korbflechten und Klavierstimmen ausgebildet wurde. Er war 17 Jahre alt, als er gegen eine Eisenstange stieß und dadurch vollends erblindete. Friedrich Behrmann schreibt dazu in einer biographischen Skizze über Rennefeld:
„Sein letzter Augeneindruck war das Rot der Abendsonne gewesen. Was er in den Jahren vorher so hingebend stark aus allem Naturgeschehen in sich aufgetrunken hatte, es konnte fortan nur noch in Erinnerungsbildern leben, die sich aber nun innerlich vertieften und späterhin, vor allem durch die Begegnung mit der Anthroposophie, immer mehr vergeistigten.“
Mit 19 Jahren wechselte Rennefeld 1906 auf das Friedrich-Wilhelm-Gymnasium in Köln, das er nach dem Tod seines Vaters 1908 verließ. 

### Studium
Rennefeld studierte ab dem Wintersemester 1908/1909 bis zum Wintersemester 1911/1912 sieben Semester an der Philosophischen Fakultät der Friedrich-Wilhelms-Universität Bonn. Er belegte Vorlesungen in Philosophie, Geschichte, Germanistik und Kunstgeschichte und einen Kurs über Vortragskunst, der ihm später beim Rezitieren seiner Dichtungen zugutekam. Während des Studiums bildete er mit Studienkameraden eine literarische Vereinigung zur Pflege moderner Dichtung (Rainer Maria Rilke, Stefan George, Hugo von Hofmannsthal, Christian Morgenstern), in der er geistig anregend und führend wirkte. Die Gemeinschaft zerschlug sich mit dem Ausbruch des Ersten Weltkriegs, weil die meisten seiner Freunde im Krieg fielen.
Von 1910 bis 1912 konnte er erste Gedichte in den Zeitschriften „Jugend“, „Die Schaubühne“ und „Der Türmer“ veröffentlichen. Zwischen 1911 und 1913 brachte Rennefeld seine ersten Gedichtbände heraus. 
Durch den Schriftsteller und Anthroposophen Hans Hasso von Veltheim wurde Rennefeld in seiner Studienzeit mit der Anthroposophie bekannt. 1914 trat er dem Kölner Zweig der Theosophischen Gesellschaft bei und hörte erste Vorträge von Rudolf Steiner, dem Begründer der Anthroposophie. Die Rezitation eigener Dichtungen verschaffte ihm in literarisch interessierten Kreisen alsbald Beachtung:
„Er beeindruckte nicht nur durch bardenhaft vorgetragene Wort-Macht, sondern – was im Spätwerk sich noch steigern sollte – geradezu durch Wort-Gewalt, die aber immer freilassend, nie magisch zwingend erschien. Das Los der Erblindung hatte innere Klänge und Bilder auferweckt, die zur Gestaltung drängten.“

### Weimarer Republik
1913 hatte Otto Rennefeld die Berlinerin Ilse Bobreker (1895–1984) kennengelernt, die Tochter des jüdischen Getreidehändlers Gustav Bobreker und seiner Frau Emma Bobreker geb. Zernik. Der Anlass ihres ersten Zusammentreffens war eine Dichterlesung mit seinen Gedichten, der an Ilses Schule, der Auguste-Victoria-Schule in Berlin, veranstaltet wurde. Ilse Brobeker studierte Medizin in Berlin und Tübingen, zusammen mit ihrer Freundin Kläre Meumann (1894–1980). Beide erhielten ihre Approbation 1920 in Berlin. 
Otto Rennefeld und Ilse Bobreker verlobten sich 1919 in Tübingen und heirateten ein Jahr später an Goethes Geburtstag am 28. August 1920 in Berlin. Zuvor war Otto Rennefeld 1918 zusammen mit seiner Mutter Adele und seiner Schwester Leni von Köln nach Berlin umgezogen. Das Ehepaar und Kläre Meumann, die Freundin der Ehefrau, ließen sich in Charlottenburg nieder, zuerst in der Kantstraße 130a, ab 1932 in der Suarezstraße 64. Sie lebten von nun an in einer Lebensgemeinschaft zusammen, die nur einige Jahre in der Nazizeit unterbrochen wurde. Mit im Haus wohnten Otto Rennefelds Mutter Adele, seine Schwester Leni und Ilse Rennefelds Schwester Edith.
Unter Rennefelds Einfluss wurden auch die beiden Freundinnen zu Anhängern der anthroposophischen Bewegung und nahmen 1921 und 1924 in Dornach in der Schweiz an Rudolf Steiners Ärztekursen über ganzheitliche Medizin teil. In ihrer Gemeinschaftspraxis praktizierten die Ärztinnen eine Medizin auf anthroposophischer Grundlage. Sie wurden zunächst vor allem von Patienten aus dem gehobenen Bürgertum des Berliner Westens konsultiert. Nachdem Gräfin Eliza von Moltke, ebenfalls eine Anhängerin der anthroposophischen Bewegung, Ilse Rennefelds Patientin geworden war, suchten auf ihre Empfehlung auch Angehörige der Berliner Offiziers- und Adelskreise ihren ärztlichen Beistand.
1922 wurden zwei weitere Gedichtbände von Otto Rennefeld veröffentlicht, davon einer auf Anregung Rudolf Steiners in dem anthroposophischen Stuttgarter Verlag „Der Kommende Tag“. Von 1922 bis 1972 erschienen über 160 seiner Gedichte in der anthroposophischen Zeitschrift „Das Goetheanum“, von 1941 bis Anfang 1945 unter dem Pseudonym A. Harfner. Bei einem Besuch in Dornach um die Jahreswende 1922/1923 musste das Ehepaar das Abbrennen von Steiners Zentrum der anthroposophischen Bewegung, des ersten Goetheanums, erleben. 1922 lernte Rennefeld den Dichter Albert Steffen kennen, der nach Steiners Tod 1925 die Führung der Anthroposophischen Gesellschaft übernahm. Beide verband eine lebenslange Freundschaft. Ein Jahr nach Rennefelds Tod gab Albert Steffen zusammen mit Ilse Rennefeld und Kläre Meumann das Gesamtwerk von Otto Rennefeld heraus.
Der „Dreierbund“ der beiden Rennefelds und der Freundin Kläre Meumann führte ein offenes Haus, in dem regelmäßig Konzerte, literarische Lesungen und Arbeitsabende mit anthroposophischen Ärzten stattfanden. Die beiden Freundinnen kauften ein Grundstück in Spandau nahe der Havel und ließen dort ein Landhaus zur Erholung errichten und legten einen biologisch-dynamischen Blumen-, Obst- und Gemüsegarten an, den sie nach einem Gedicht von Eduard Mörike „Orplid“ nannten. Otto Rennefeld unternahm mit Frau und Freundin viele Reisen in Deutschland, der Schweiz, Österreich, Italien, Finnland, Frankreich, England und Russland.

### Nationalsozialismus und Nachkriegszeit
Zum Leben von Otto und Ilse Rennefeld unter dem Nationalsozialismus und nach dem Zweiten Weltkrieg siehe: Ilse Rennefeld#Nationalsozialismus.

### Lebensabend
1957 starb Otto Rennefeld in Köngen nach fast 37-jähriger Ehe im Alter von 70 Jahren. 1958 holte Ilse Rennefeld Leni Lamparter, die Schwester ihres Mannes, aus Moskau zurück. Sie war 1923 mit ihrem Mann, einem Ingenieur, nach Tiflis ausgewandert und wurde im Krieg nach Sibirien verschleppt, wo sie 10 Jahre in Lagerhaft verbracht hatte. 1958 brachten die beiden Freundinnen zusammen mit Albert Steffen eine dreibändige Gesamtausgabe von Otto Rennefelds Gedichten heraus. Kläre Meumann starb 1970 im Alter von 86 Jahren nach 10-jähriger Krankheit und Pflege durch ihre Freundin, mit der sie 72 Jahre eng befreundet gewesen war. Ilse Rennefeld hielt noch bis in ihr 87. Lebensjahr hinein Sprechstunden ab. Sie starb im Alter von 88 Jahren am 1. Januar 1984 in Köngen.

## Schriften
- Otto Rennefeld: Regina : eine Dichtung. Berlin : Oesterheld, 1912.
- Otto Rennefeld: Gedichte : Halbseele ; Helldunkel ; Bilder & Balladen. Berlin : Oesterheld, 1912.
- Otto Rennefeld: Des Lichtes Melodie. Berlin : Oesterheld, 1913.
- Otto Rennefeld: Gefährten der Frühe : Sonnenkinder; Mondesträumer; Erdensucher. Oldenburg : Stalling, 1922.
- Otto Rennefeld: Urgeschwister : Sonnentänzer, Mondesgaukler, Erdenwaller. Stuttgart : Der Kommende Tag, 1922.
- Otto Rennefeld: Ein heimatloser Mensch : drei Gedichtbücher mit einem Epilog aus einem Totengedichtbuch. Basel : Geering, 1945.
- Otto Rennefeld: Dichtungen : sieben Bücher in drei Bänden; Gefährten der Frühe; Sonnenhymnen und des Lichtes Melodie; die Verwandlung des Dämons; der Fremdling; der einsame Bergwanderer; das Rätsel der Rose; ein heimatloser Mensch; die Heimkehr des Menschen. Mit einem Geleitwort von Albert Steffen. München-Unterhaching : Verlag Die Rose, 1958.